# Anax immaculifrons
Espèce
Statut de conservation UICN

 LC  : Préoccupation mineure
Anax immaculifrons fait partie de la famille des Aeshnidae appartenant au sous-ordre des anisoptères dans l'ordre des odonates.

## Description
Cet Anax est de très grande taille : son corps atteint 80 à 86 mm, ce qui en fait la plus grande libellule observable en Europe. Chez le mâle, le front est vert et les yeux sont bleu clair. Les bandes thoraciques sont larges et bleues. L'abdomen annelé est noir avec des motifs jaune blanchâtre. Chez la femelle, le front est vert et les yeux sont vert jaunâtre. Les bandes thoraciques sont jaunes et les motifs sur l'abdomen également.

## Répartition
Eurasiatique, elle se retrouve en Afghanistan, au Bangladesh, en Chine, à Chypre, en Grèce (où elle atteint sa limite occidentale sur les côtes de la mer Égée), en Turquie, en Inde, en Iran, en République islamique, au Népal, au Pakistan, au Sri Lanka, en Thaïlande et au Viet Nam.

## Habitat
A. immaculifrons fréquente dans les rivières en haute altitude. La larve se retrouve dans le fond vaseux des bassins qui composent la rivière, où le courant est plus lent.